# Diócesis de Saint-Jean-Longueuil
La diócesis de Saint-Jean-Longueuil (en latín: Dioecesis Sancti Ioannis-Longolien(sis) y en francés: Diocèse de Saint-Jean–Longueuil) es una circunscripción eclesiástica latina de la Iglesia católica en Canadá, sufragánea de la arquidiócesis de Montreal. La diócesis tiene al obispo Claude Hamelin como su ordinario desde el 5 de noviembre de 2019.

## Territorio y organización

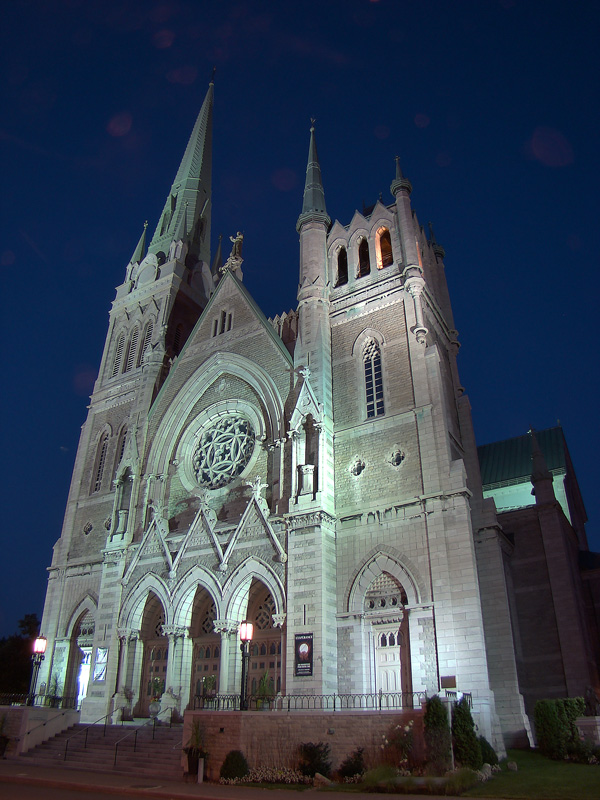
Concatedral de San Antonio de Padua

La diócesis tiene 2078 km² y extiende su jurisdicción sobre los fieles católicos de rito latino residentes en la parte sudoriental de la provincia de Quebec, en el área metropolitana de Montreal. Se extiende sobre la parte de la región administrativa de Montérégie entre los ríos San Lorenzo y Richelieu y la frontera con los Estados Unidos al sur.
La sede de la diócesis se encuentra en la ciudad de Longueuil, en donde se halla la Concatedral de San Antonio de Padua. En Saint-Jean-sur-Richelieu se encuentra la Catedral de San Juan Evangelista.
En 2020 en la diócesis existían 45 parroquias.

## Historia
La diócesis de Saint-Jean-de-Quebec fue erigida el 9 de junio de 1933 con la bula Ecclesiae Universalis del papa Pío XI, obteniendo el territorio de la arquidiócesis de Montreal.
El 27 de febrero de 1982 asumió su nombre actual mediante el decreto Cum in finibus de la Congregación para los Obispos y al mismo tiempo la iglesia de San Antonio de Padua en Longueuil fue elevada al rango de concatedral.

## Estadísticas
De acuerdo al Anuario Pontificio 2021 la diócesis tenía a fines de 2020 un total de 654 490 fieles bautizados.
| Año                                                                             | Población            | Población | Población      | Sacerdotes | Sacerdotes    | Sacerdotes    | Bautizados por sacerdote | Diáconos permanentes | Religiosos | Religiosos | Parroquias |
| Año                                                                             | Bautizados católicos | Total     | % de católicos | Total      | Clero secular | Clero regular | Bautizados por sacerdote | Diáconos permanentes | Varones    | Mujeres    | Parroquias |
| ------------------------------------------------------------------------------- | -------------------- | --------- | -------------- | ---------- | ------------- | ------------- | ------------------------ | -------------------- | ---------- | ---------- | ---------- |
| 1950                                                                            | 109 912              | 118 842   | 92.5           | 203        | 145           | 58            | 541                      |                      | 264        | 710        | 54         |
| 1966                                                                            | 245 155              | 279 134   | 87.8           | 361        | 223           | 138           | 679                      |                      | 216        | 930        | 84         |
| 1970                                                                            | 284 859              | 332 475   | 85.7           | 305        | 204           | 101           | 933                      |                      | 315        | 828        | 86         |
| 1976                                                                            | 396 654              | 459 964   | 86.2           | 256        | 162           | 94            | 1549                     |                      | 262        | 853        | 88         |
| 1980                                                                            | 425 000              | 490 000   | 86.7           | 251        | 155           | 96            | 1693                     |                      | 248        | 790        | 88         |
| 1990                                                                            | 499 000              | 555 500   | 89.8           | 220        | 138           | 82            | 2268                     | 1                    | 170        | 557        | 90         |
| 1999                                                                            | 562 698              | 641 234   | 87.8           | 171        | 121           | 50            | 3290                     | 2                    | 149        | 390        | 91         |
| 2000                                                                            | 562 698              | 641 234   | 87.8           | 160        | 117           | 43            | 3516                     | 2                    | 142        | 390        | 91         |
| 2001                                                                            | 562 698              | 641 234   | 87.8           | 159        | 117           | 42            | 3538                     | 2                    | 159        | 277        | 91         |
| 2002                                                                            | 562 698              | 641 237   | 87.8           | 150        | 106           | 44            | 3751                     | 3                    | 159        | 291        | 90         |
| 2003                                                                            | 569 000              | 654 066   | 87.0           | 148        | 105           | 43            | 3844                     | 3                    | 141        | 291        | 78         |
| 2004                                                                            | 563 094              | 654 066   | 86.1           | 141        | 100           | 41            | 3993                     | 2                    | 139        | 291        | 70         |
| 2010                                                                            | 609 144              | 716 640   | 85.0           | 103        | 66            | 37            | 5914                     | 4                    | 129        | 307        | 45         |
| 2014                                                                            | 625 550              | 743 326   | 84.2           | 102        | 67            | 35            | 6132                     | 4                    | 108        | 272        | 45         |
| 2017                                                                            | 640 340              | 769 349   | 83.2           | 85         | 58            | 27            | 7533                     | 4                    | 99         | 245        | 45         |
| 2020                                                                            | 654 490              | 817 550   | 80.1           | 86         | 61            | 25            | 7610                     | 4                    | 103        | 242        | 45         |
| Fuente: Catholic-Hierarchy, que a su vez toma los datos del Anuario Pontificio. |                      |           |                |            |               |               |                          |                      |            |            |            |

## Episcopologio
- Paul-Ernest-Anastase Forget † (12 de mayo de 1934-3 de febrero de 1955 falleció)
- Gérard-Marie Coderre † (3 de febrero de 1955 por sucesión-3 de mayo de 1978 renunció)
- Bernard Hubert † (3 de mayo de 1978 por sucesión-2 de febrero de 1996 falleció)
- Jacques Berthelet, C.S.V. † (27 de diciembre de 1996-28 de octubre de 2010 retirado)
- Lionel Gendron, P.S.S. (28 de octubre de 2010-5 de noviembre de 2019 retirado)
- Claude Hamelin, desde el 5 de noviembre de 2019